# Хозат
Хозат (тур. Hozat) — город и район в провинции Тунджели (Турция).